# Palau Txabarri

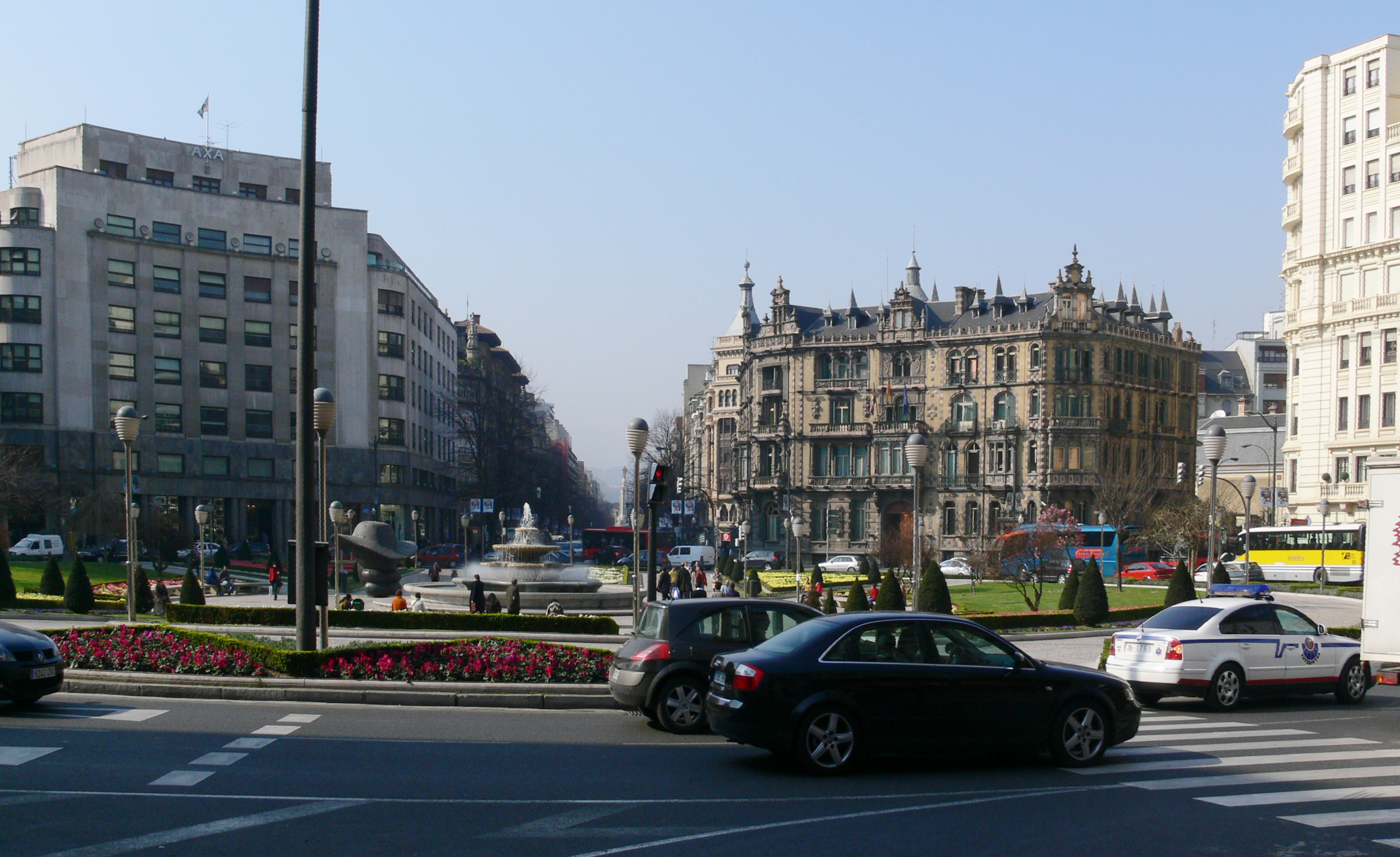
Vista del Palau Txabarri des de la Plaça Moyúa de Bilbao, en perpendicular a la Gran Vía.

El Palau Txabarri a Bilbao (Biscaia) és la seu des de 1943 del Govern Civil (actualment, Delegació del Govern). Se situa al cor de l'eixample bilbaí, amb la façana principal en xamfrà a la Plaça Moyúa i una línia de façana que es perllonga cap a Gran Via i el carrer d'Elcano. Es tracta d'una obra eclèctica inspirada en el revivalisme neoflamenc, construït per a la família Txabarri per l'arquitecte Atanasio de Anduiza segons projecte de l'arquitecte belga Paul Hankar. Alguns dels seus salons van ser decorats pel pintor José Echenagusia Errazquin.
Aquest edifici té sòcol, planta baixa, tres altures i pis amansardat. Té carreus policroms i presenta decoració estucada i importants motius de forja.
L'accés principal, a arc escarser, es va obrir en canviar la funció de l'edifici. Compta a més amb accés de llinda en eix dret de façana en xamfrà. En les seves tres plantes s'obren de forma asimètrica gran quantitat d'obertures de llinda i en mig punt: finestres, miradors i balcons amb balustrada de pedra o ampit de ferro. En l'altura amansardada presenta diverses golfes.
El palau ha sofert importants reformes tant en la seva estructura interna com en els accessos, per adaptar-se a la funció que exerceix. La principal reforma es va dur a terme en els anys 1943 -
1947 per Eugenio Maria de Aginaga, condicionant la casa per convertir-la en seu del Govern Civil de Biscaia.